# Valentina Pegorer
Valentina Giorgia Pegorer (Milano, 24 agosto 1990) è una conduttrice televisiva e personaggio televisivo italiana.

## Biografia
Per due stagioni tra il 2013 e il 2014 ha condotto prima con Andres Diamond e poi con Alessandro Bruni Ocaña, il programma televisivo Occupy Deejay in onda su Deejay TV. Nel 2017 ha partecipato allo show televisivo Pechino Express in onda su Rai 2, vincendolo insieme a Ema Stokholma. Nel 2018 ha partecipato, in coppia con Luca Marin, alla seconda edizione di Dance Dance Dance, venendo poi eliminata alla seconda puntata. Nel 2020 ha condotto su MTV insieme a Emis Killa il programma YO! MTV Raps.

## Filmografia
- Il sesso degli angeli, regia di Leonardo Pieraccioni (2022)

## Televisione
- Occupy Deejay (Deejay TV, 2013-2014)
- Pechino Express (Rai 2, 2017)  - Vincitrice
- Dance Dance Dance (Fox Life, Fox, TV8, 2018)
- Yo! MTV Raps (MTV, 2020)